# Аджім
Аджім (араб. أجيم) — місто в Тунісі на південному заході острова Джерба. Входить до складу вілаєту Меденін. Знаходиться за 21 км від міста Хумт-Сук. Станом на 2004 рік тут проживало 24 166 осіб.